# 恐怖感恩劫
《恐怖感恩劫》（英語：Thanksgiving）是一部2023年美國砍殺電影，改編自艾利·羅斯為2007年電影《刑房》中製作的同名偽預告片。電影由羅斯執導，傑夫·倫德爾（Jeff Rendell）編寫劇本，主演陣容包括派屈克·丹普西、瑞克·霍夫曼、吉娜·葛森、米洛·曼海姆、愛蒂森·芮、奈爾·維拉克（Nell Verlaquel）、凱倫·克里奇和泰·歐森；講述一名受感恩節啟發的神秘殺手對該節日的發源地——麻薩諸塞州普利茅斯展開殺戮。
《恐怖感恩劫》在美國由三星影业發行，2023年11月17日在院線上映。

## 演員
- 派屈克·丹普西[2]飾演艾瑞克·紐倫警長（Sheriff Eric Newlon）
- 瑞克·霍夫曼[6]飾演湯瑪斯·萊特（Thomas Wright）
- 吉娜·葛森（英语：Gina Gershon）[6]飾演亞曼達·柯林斯（Amanda Collins）
- 米洛·曼海姆[7]飾演萊恩（Ryan）
- 愛蒂森·芮[8]飾演蓋比（Gabby）
- 奈爾·維拉克（Nell Verlaquel）[9]飾演潔西卡（Jessica）
- 凱倫·克里奇（英语：Karen Cliche）飾演凱瑟琳（Kathleen）
- 泰·歐森（英语：Ty Olsson）飾演米基·柯林斯（Mitch Collins）
- 提姆·狄龍（英语：Tim Dillon (comedian)）[6]飾演曼尼（Manny）
- 蓋布瑞·達文波特（Gabriel Davenport）[6]飾演史庫巴（Scuba）
- 托馬索·桑納利（Tomaso Sanelli）[6]飾演伊凡（Evan）
- 珍娜·華倫（Jenna Warren）[6]飾演尤莉亞（Yulia）
- 亞曼達·巴克（英语：Amanda Barker）飾演莉齊（Lizzie）
- 亞當·麥克唐納飾演雕匠（The Carver，配音）
- 傑倫·湯瑪士·布魯克斯（英语：Jalen Thomas Brooks）[9]飾演鮑比（Bobby）

## 製作

### 發展
艾利·羅斯為2007年《刑房》製作的偽預告片《恐怖感恩劫》（Thanksgiving）後，長篇改編計劃隨之展開。2010年，羅斯告訴CinemaBlend網站，自己正在與傑夫·倫德爾（Jeff Rendell）合作編寫劇本，希望在《最後大法師》（2010年）的製作結束後完成劇本。2012年8月，乔恩·沃茨和克里斯多佛·福特在為羅斯製片的《惡丑上身》撰寫劇本後，羅斯與倫德爾重聚編寫《恐怖感恩劫》長片版的劇本。2016年6月，羅斯在Reddit上透露，為了讓電影達到預告片的效果，劇本還需要改進。 2019年2月，有報導稱羅斯計劃於下個月在麻薩諸塞州波士顿為米拉麥克斯影業執導一部未公開的恐怖電影。Bloody Disgusting網站推測這部電影可能是《恐怖感恩劫》，但無法完全證實。
2023年1月，據Deadline Hollywood網站報導稱，望遠眼媒體集團正投入本片的製作。羅斯將離開當時將補拍的《邊緣禁地》（2024年），專心執導《恐怖感恩劫》，至於補拍的執導工作則交由提姆·米勒負責。

### 選角
2023年2月，派屈克·丹普西簽約出演該片；同月晚期，愛蒂森·芮加入擔任主演。傑倫·湯瑪士·布魯克斯、奈爾·維拉克（Nell Verlaquel）、米洛·曼海姆加入演出陣容。

### 拍攝
電影2023年3月13日至5月5日在加拿大安大略省多倫多和哈密爾頓完成主要拍攝。

## 發行
《恐怖感恩劫》由三星影业定檔2023年11月17日在美國院線上映。

## 反響
本片在爛番茄網站上基於151篇評論，新鮮度82%，平均得分6.7／10；該網站共識：「《恐怖感恩劫》結合了令人胃口大開的幽默以及愉悅的誇張血腥，可謂刑房迷們的一場盛宴。」在Metacritic上，電影根據34位影評的打分而獲得63分（滿分100），代表「普遍好評」。

## 外部連結
- 互联网电影数据库（IMDb）上《恐怖感恩劫》的资料（英文）